# 루프레히트 폰 바이에른 왕세자
루프레히트 폰 바이에른(Rupprecht von Bayern, 1869년 3월 18일 ~ 1955년 8월 2일)은 바이에른 왕국의 마지막 왕세자로 제1차 세계 대전의 군인이였다. 나치 독일의 집권 당시에 그는 나치를 싫어하여서 그의 자손들이 다하우 강제 수용소에 연좌제로 갇혔었다. 이후 서독 뮌헨에서 거주하다 1955년 사망하였다.

## 생애

### 초기
루프레히트는 1869년 바이에른 왕국에서 루트비히 3세의 아들로 태어났다. 당시 그는 방계왕족이었으나, 루트비히 2세가 왕이 되면서 루프레히트는 그도 왕세자가 되었다. 주로 별장에서 지냈으며, 왕실에서 교육을 받았다. 마리 가브리엘레 인 바이에른 여공작과 결혼을 하여 2남 2녀를 두었지만 1912년 사별하였고 이후 룩셈부르크 공녀 안토니아와 재혼을 하여 1남 5녀를 두었다.

### 제1차 세계 대전
제1차 세계 대전이 발발하자, 루프레히트는 제4 분견대였던 제6군의 사령관이 되었다. 루프레히트는 참모총장 콘타르 크라프트 폰 델멘징엔와 함께 국경 전투에 참여하였다. 독일 제국군의 본부는 대부분 프로이센 출신의 장교들로 구성되어 있었기 때문에, 루프레히트는 독일 제국군의 본부와 약간의 충돌이 있었다. 국경 전투 당시 루프레히트는 프랑스군을 유인하기 위해 프로이센의 일부인 검은 숲을 내어주었는데, 이에 프로이센 출신 장교들은 싫어하였다. 아무튼 이후의 공으로 이에 대해서는 크게 논란이 되지 않았고, 1916년 원수로 진급하였다. 이후 1군, 2군, 6군, 7군을 포함한 북부집단군의 총사령관이 되었다.
북부집단군의 사령관으로 루프레히트는 영국을 상대로 싸웠다. 루프레히트는 영국을 과소평가 하지 않은 몇안되는 독일군 장성이었다. 루프레히트는 영국군과 프랑스군을 갈라놓으려고 노력하였다. 하지만, 영프연합군의 저항은 거셌고, 결국 영프연합군을 갈라놓는데는 실패하였다. 결국 루프레히트와 그의 참모총장 헤르만 폰 쿠흘은 독일이 졌다는것을 인지하고 1918년 11월 11일, 사임하였다.

### 전간기와 나치정권
1921년 30살 연하의 공주와 재혼하였다. 바이에른에서는 루프레히트를 왕으로 세우고 바이에른 왕국을 유지하자는 의견이 나왔다. 하지만, 루프레히트는 왕이 될 수 없었고, 쿠르트 아이스너의 공산주의 혁명을 피해 티롤로 대피하였으나 다시 바이에른으로 돌아왔다. 루프레히트는 이전의 전쟁이 카이저의 탓이라고 주장하였고, 독일은 세계 평화를 위해 기여하여야 한다고 주장하였다. 그는 군국주의를 부활시키려는 나치당에 반대하였으며, 반나치주의자로서 바이에른의 주지사, 구스타브 폰 카르 기사가 나치가 되지 않도록 막았다. 결국 루프레히트는 이탈리아로 추방당하였다. 한때 자신의 부하였던 아돌프 히틀러는 루프레히트를 강제수용소에 보내려고 하였다. 결국 헝가리에 있었던 그의 아내와 자손들은 디하우 수용소에 갇혔지만, 정작 본인은 체포되지 않았다. 1945년 디하우에서 미군에 의해 풀려났다.

### 이후
이후 루프레히트는 서독의 뮌헨에서 살았으며, 바이에른의 왕정복귀를 계속 원했지만 빈번히 실패하였다. 결국 루프레히트는 1955년 바이에른주 슈타른베르크에서 사망하였으며, 그의 장례식은 매우 성대하게 치러졌다.